# Walter Forante
Walter Forante (Monteforte d'Alpone, 6 aprile 1944) è un ex calciatore italiano, di ruolo centrocampista.

## Carriera
Nel 1963 la Sampdoria lo acquista dalla Solbiatese (con cui nella stagione 1960-1961 aveva giocato 4 partite in Serie D); nel 1963 vince il Torneo di Viareggio con la Primavera blucerchiata.
Rimane nella squadra ligure per quattro stagioni, esordendo in Serie A l'8 marzo 1964 in una partita persa per 1-0 contro il Bologna; nel corso della sua prima stagione scende in campo altre quattro volte, mentre negli anni successivi non colleziona altre presenze in massima serie.
Nel 1967 viene ceduto allo Spezia, neopromosso in Serie C. Rimane in bianconero una sola stagione, nel corso della quale gioca 3 partite senza mai segnare.

## Palmarès

### Club

#### Competizioni giovanili
- Torneo di Viareggio: 1

Sampdoria: 1963